# Trinophylum descarpentriesi
Trinophylum descarpentriesi är en skalbaggsart som beskrevs av J. Linsley Gressitt och Yves Rondon 1970. Trinophylum descarpentriesi ingår i släktet Trinophylum och familjen långhorningar.
Artens utbredningsområde är Laos. Inga underarter finns listade i Catalogue of Life.